# Yang Junxia
Pour les articles homonymes, voir Yang.
Dans ce nom, le nom de famille, Yang, précède le nom personnel.
Yang Junxia (chinois : 杨俊霞), née le 2 mai 1989 à Binzhou, est une judokate chinoise.

## Palmarès international en judo
| Jeux asiatiques     | Jeux asiatiques | Jeux asiatiques |
| Année               | Médaille        | Catégorie       |
| ------------------- | --------------- | --------------- |
| 2014                | argent          | –63 kg          |
| Championnats d'Asie |                 |                 |
| Année               | Médaille        | Catégorie       |
| 2016                | bronze          | –63 kg          |
| 2019                | or              | –63 kg          |
| 2021                | bronze          | –63 kg          |